# Ногради, Ференц
Ференц Ногра́ди (венг. Nógrádi Ferenc; 15 ноября 1940, Кошице, Абауй-Торна — 16 мая 2009, Будапешт) — венгерский футболист, играл на позиции нападающего. Олимпийский чемпион (1964).

## Биография

### Игровая карьера
В течение семи сезонов Ногради играл за «Гонвед». В составе этого клуба он два раза становился вице-чемпионом страны и в 1964 году выиграл Кубок Венгрии. За «Гонвед» сыграл 136 матчей и забил 24 гола.
В 1964 году в составе сборной Венгрии играл на олимпийском футбольном турнире и стал олимпийским чемпионом. Он был основным игроком и сыграл в 4 матчах на турнире, в том числе и в финале со сборной Чехословакии (2:1).
В 1967 году перешёл в МТК, за который сыграл 13 матчей и завершил карьеру.

### Смерть
Скончался 16 мая 2009 года в Будапеште в возрасте 68 лет.

## Достижения
«Гонвед»
- Обладатель Кубка Венгрии (1): 1964

 Венгрия
- Олимпийский чемпион (1): 1964